# Château des Ingénieurs
Le château des Ingénieurs, ou château Saint-Michel (en russe : Инженерный (Михайловский) замок), est une ancienne résidence impériale de Saint-Pétersbourg, construite en 1797-1801 par les architectes Vincenzo Brenna et Vassili Bajenov pour l'empereur Paul Ier. Chaque façade est d'un style différent : classicisme français, néo-gothique, néo-renaissance italienne.
Son nom de Saint-Michel provient de son église intérieure vouée à l'archange saint Michel. Il avait voulu donner un aspect militaire à son château entouré de douves. Il est baptisé château des Ingénieurs en 1823 d'après l'École supérieure du Génie qui s'y était installée.

## Histoire

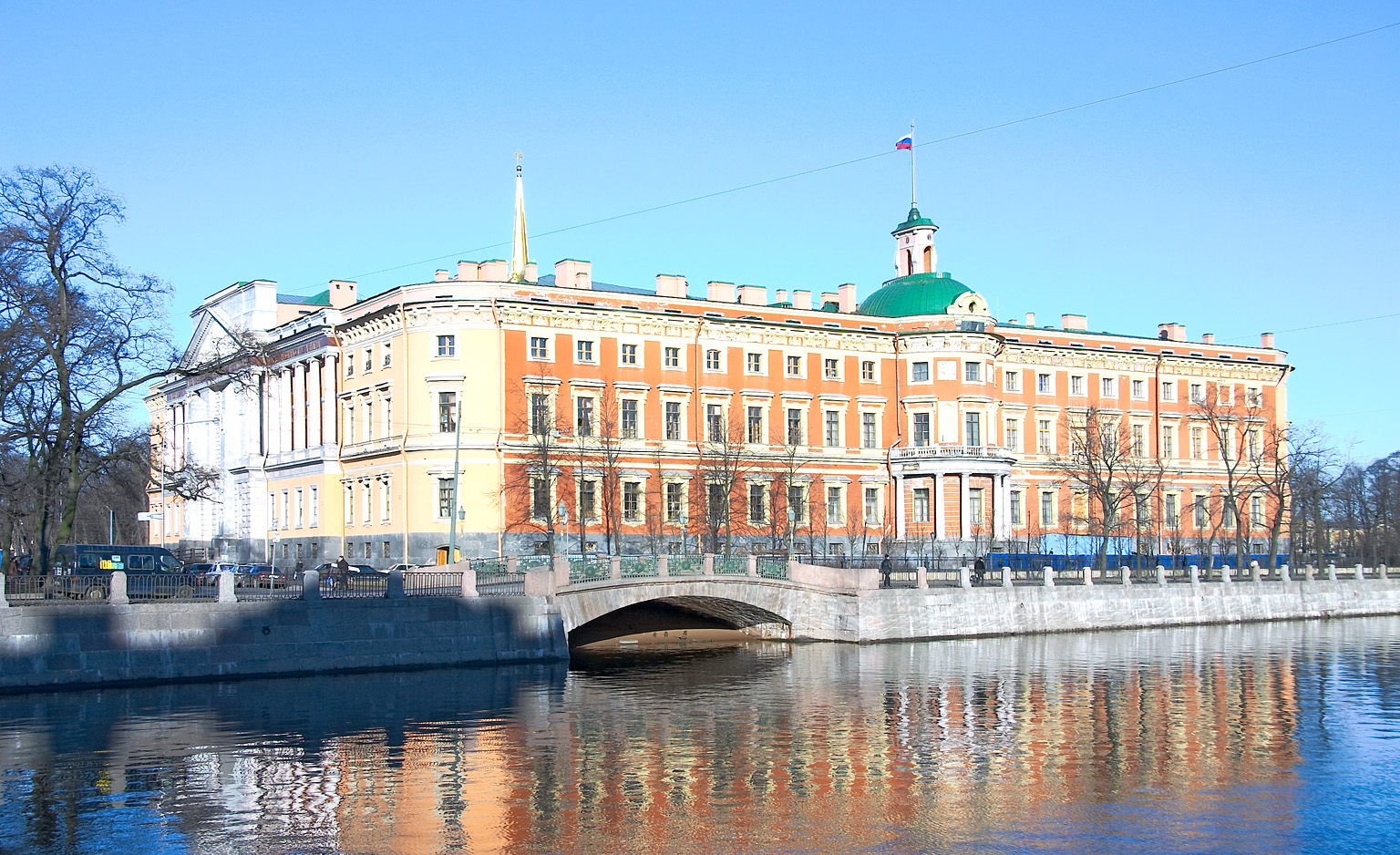
Façade orientale du château avec le second pont des Ingénieurs

Le château est construit à la place d'un palais de bois temporaire construit pour l'impératrice Élisabeth au bord de la Moïka au sud du jardin d'Été.
Paul Ier n'aimait pas le palais d'Hiver à cause de ses intrigues et de ses dimensions majestueuses. Souffrant lui-même de l'obsession d'être renversé (ce qui se produira), il voulait se faire construire une demeure impériale conforme à ses goûts militaires, étant fort admiratif de la puissance prussienne qu'il considérait comme efficace et moderne. Il le fit entourer de douves, avec des angles ronds. Le château est en forme de quadrilatère autour d'une cour intérieure octogonale. Les douves sont constituées des eaux de la Fontanka, de la Moïka, et de deux canaux spécialement creusés, le canal de l'église et le canal de la résurrection. Ainsi l'on ne pouvait pénétrer au château qu'en franchissant des pont-levis.

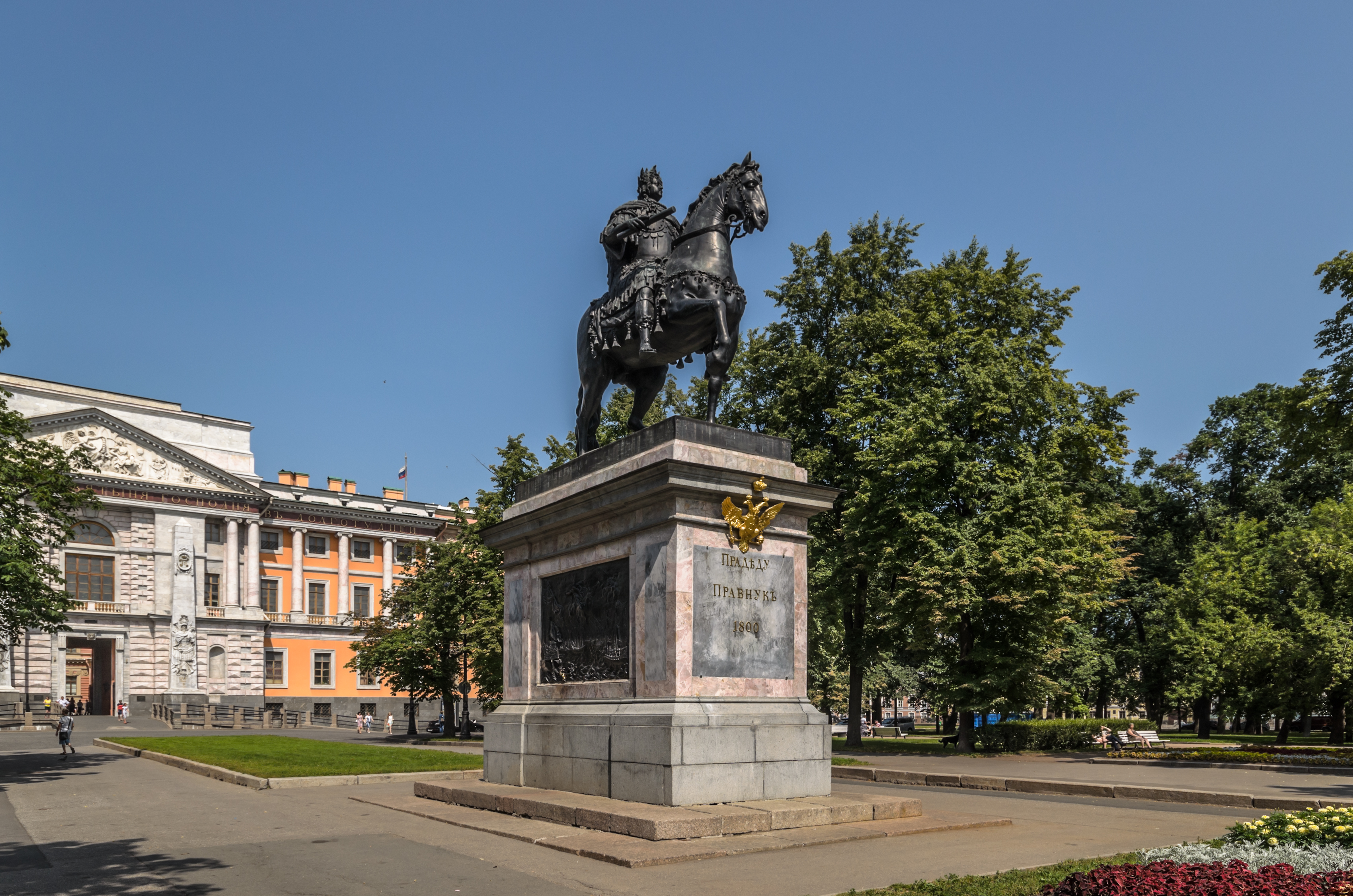
Statue équestre de Pierre le Grand

Le château est consacré solennellement le 8 novembre 1800, fête de la saint Michel dans le calendrier julien, mais les travaux se poursuivent encore pendant une année. La salle Saint-Georges sert de salle de garde aux chevaliers de l'ordre de Saint-Jean de Jérusalem et est attenante à la salle du trône de forme ovale. L'empereur, qui est de plus en plus considéré par ses officiers et par le peuple comme perdant la raison, fait ériger une statue équestre de Pierre le Grand en bronze devant la façade sud en 1800. Le dessin avait été créé du vivant de Pierre Ier avec des compléments de Bartolomeo Rastrelli en 1747, mais le projet de statue n'avait pu aboutir. Paul Ier fait inscrire sur le piédestal Du magnanime petit-fils au magnanime grand-père et fait mettre des bas-reliefs commémorant les victoires russes de Poltava et de Gangut sur l'armée suédoise pendant la Grande guerre du Nord. Le monument est élevé par Fiodor Volkov.
Paul Ier est assassiné dans sa chambre dans la nuit du 11 au 12 mars 1801, quarante jours après avoir emménagé. L'empereur avait été forcé de s'asseoir pour signer son abdication, mais ayant refusé, il fut transpercé d'un coup d'épée et étranglé. L'un des conjurés, le général Zoubov, ira lui-même annoncer au futur Alexandre Ier la mort de son père. De sinistre mémoire, le château est promptement abandonné par la famille impériale qui retourne au palais d'Hiver. Ce n'est qu'en 1823 qu'il est cédé à l'école supérieure de Génie qui est nommée en 1855 Académie du génie Nicolas. L'architecte Alexandre Andreïev modifie l'intérieur en 1829-1835. Dostoïevski y étudie en tant que cadet entre 1838 et 1843.

## Actualité
Le château est devenu aujourd'hui une filiale du Musée Russe, spécialement consacrée aux portraits.

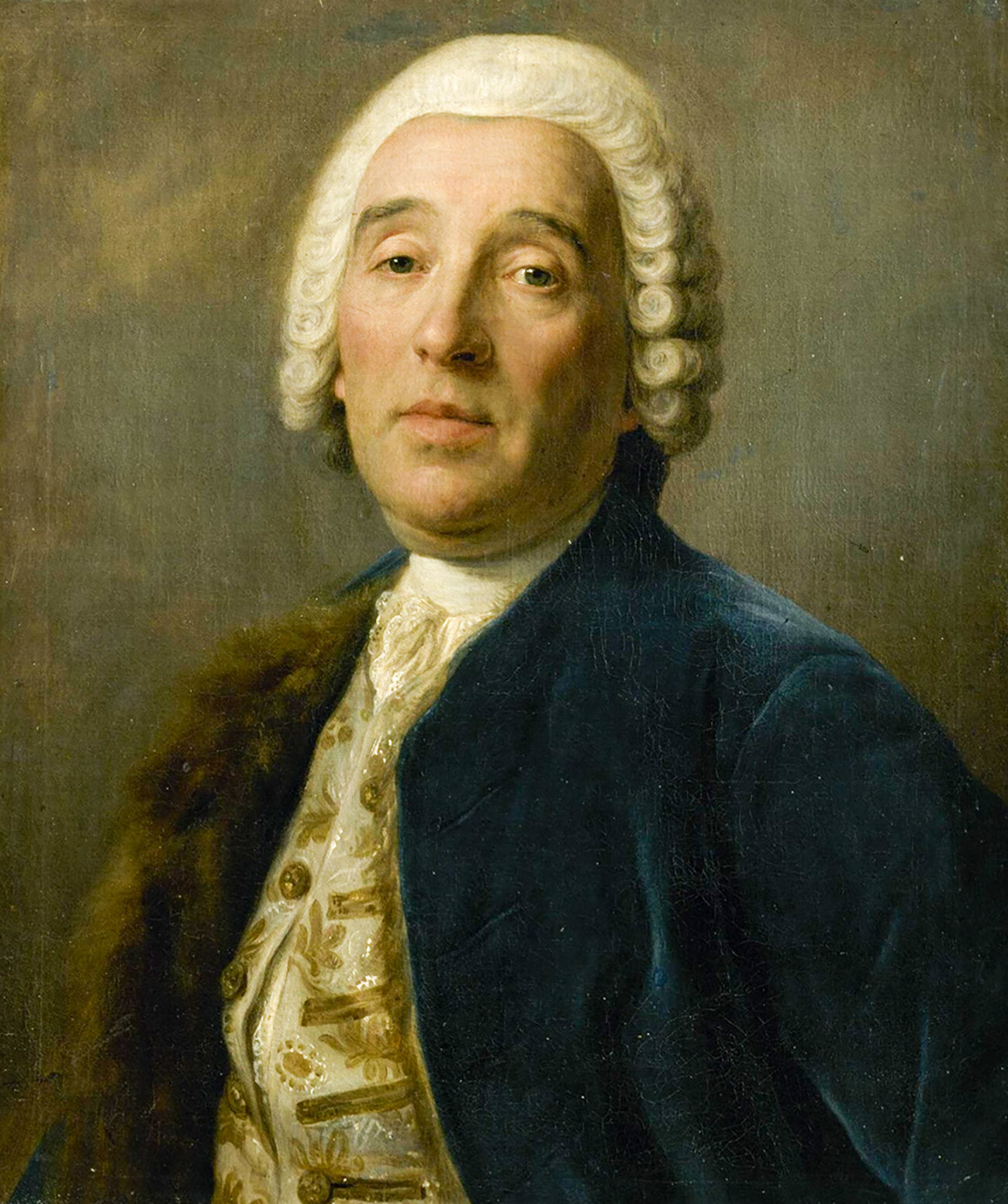
Portrait de Bartolomeo Rastrelli par Pietro Rotari.
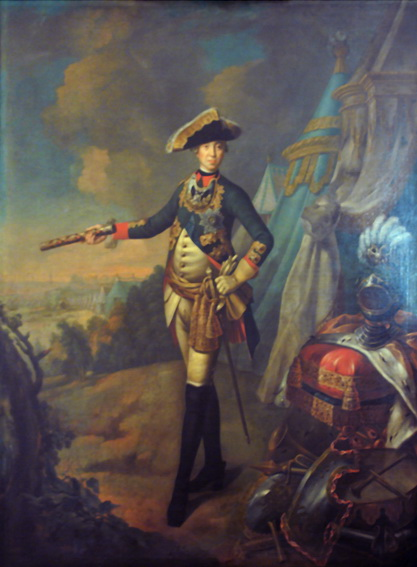
Portrait de Pierre III par Alexeï Antropov.
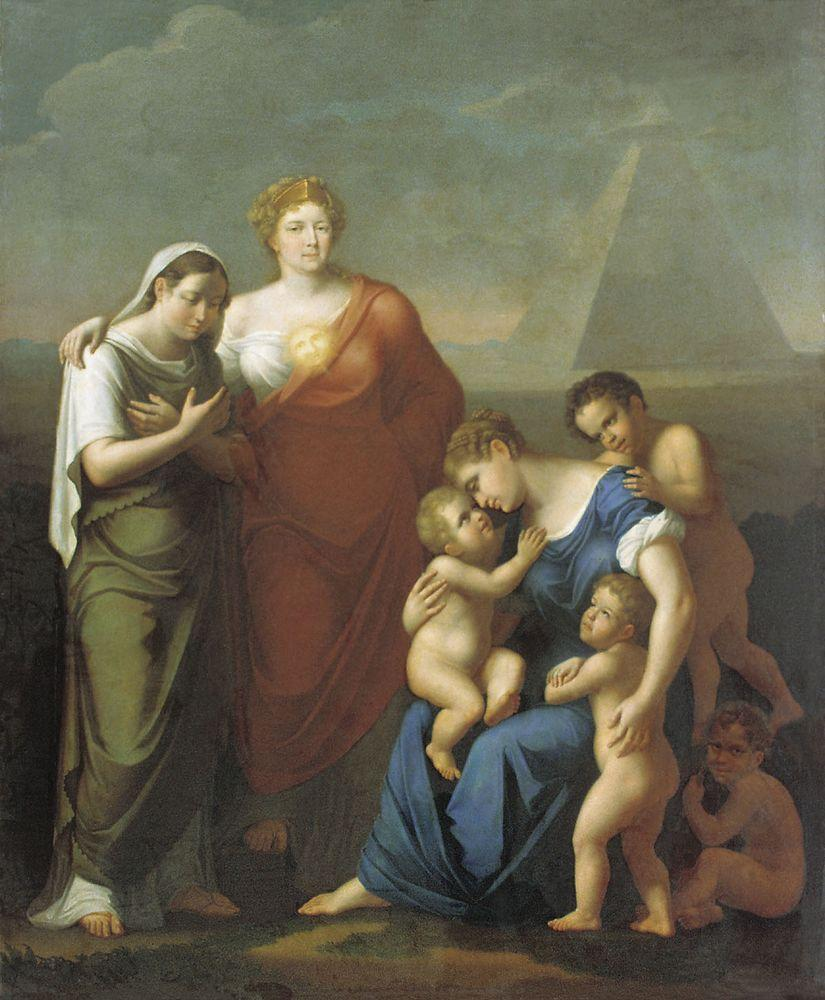
Portrait de l'impératrice Marie protégeant le peuple par Józef Oleszkiewicz (en).
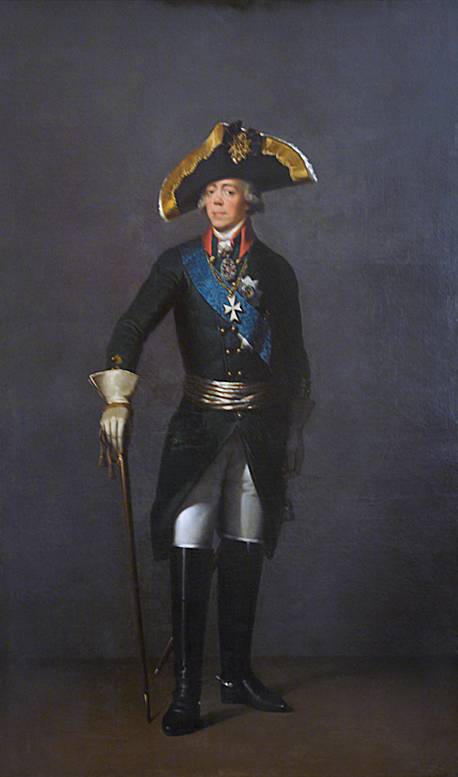
Portrait de Paul Ier par Féodossi Ianenko (ru)

Les autorités municipales ont placé une statue de Paul Ier dans la cour en 2003, dont le style est moqué par l'intelligentsia pétersbourgeoise.

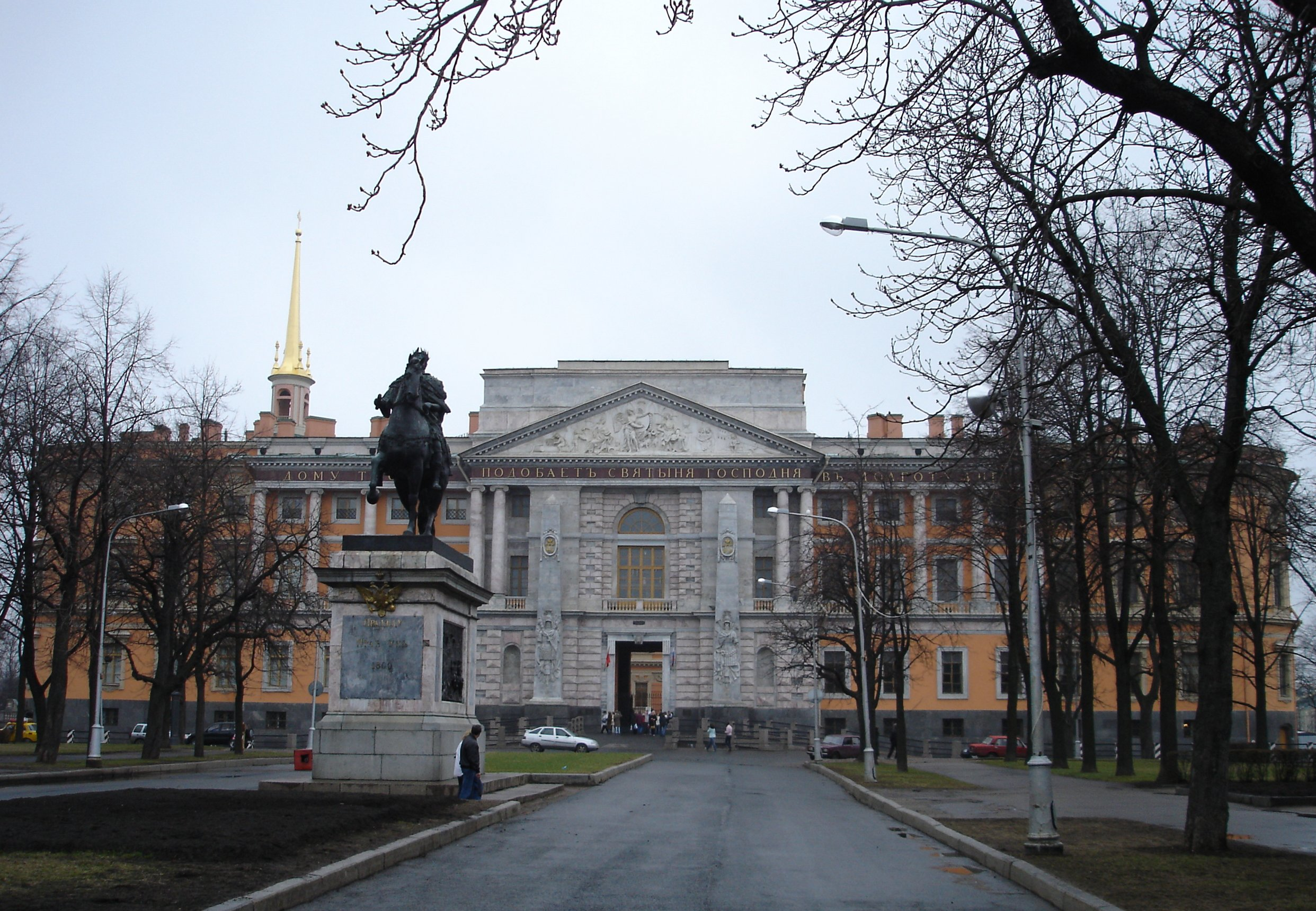
Vue de la façade sud du château avec la statue de Pierre le Grand.
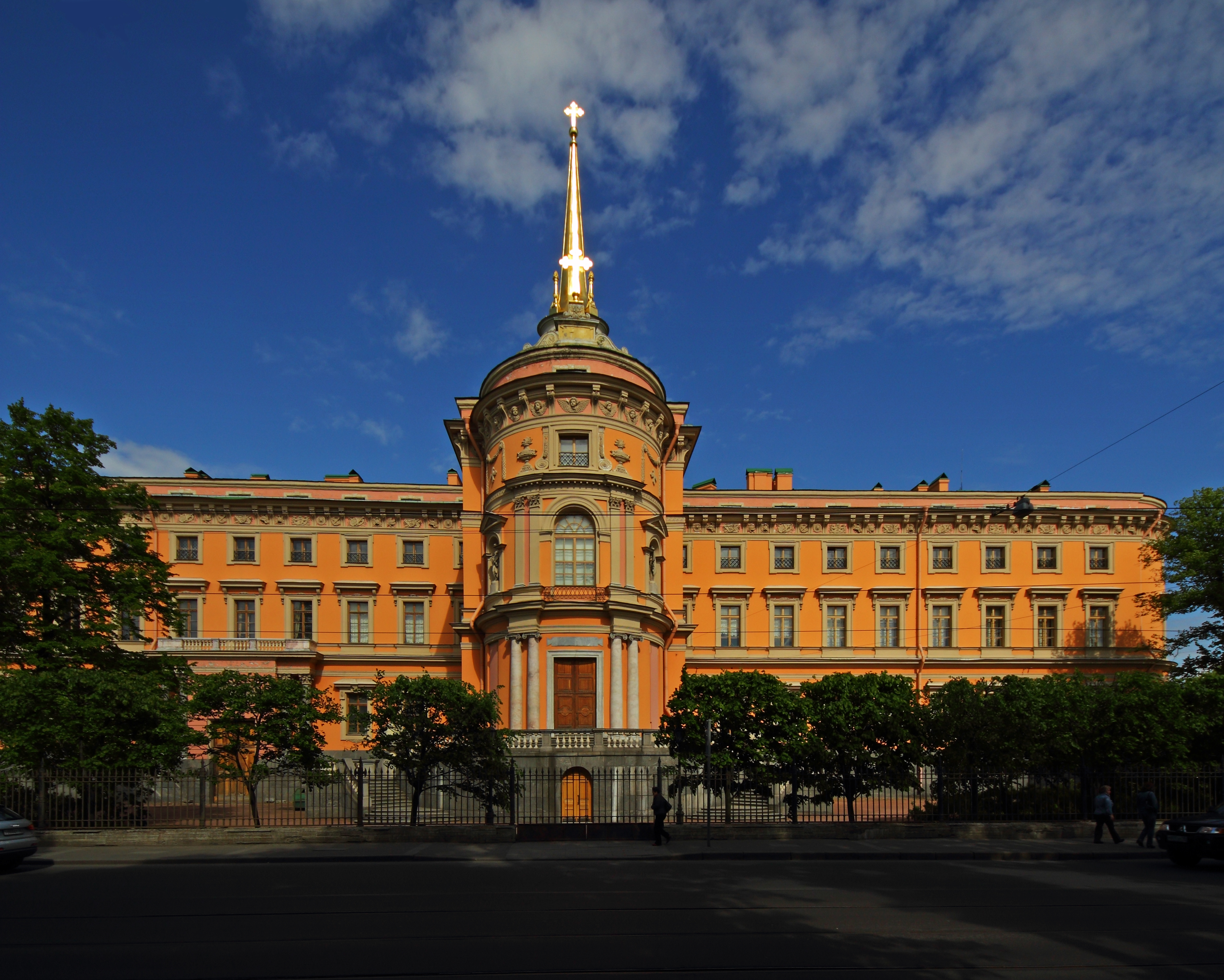
Façade occidentale avec l'avancée de l'église Saint-Michel-Archange.
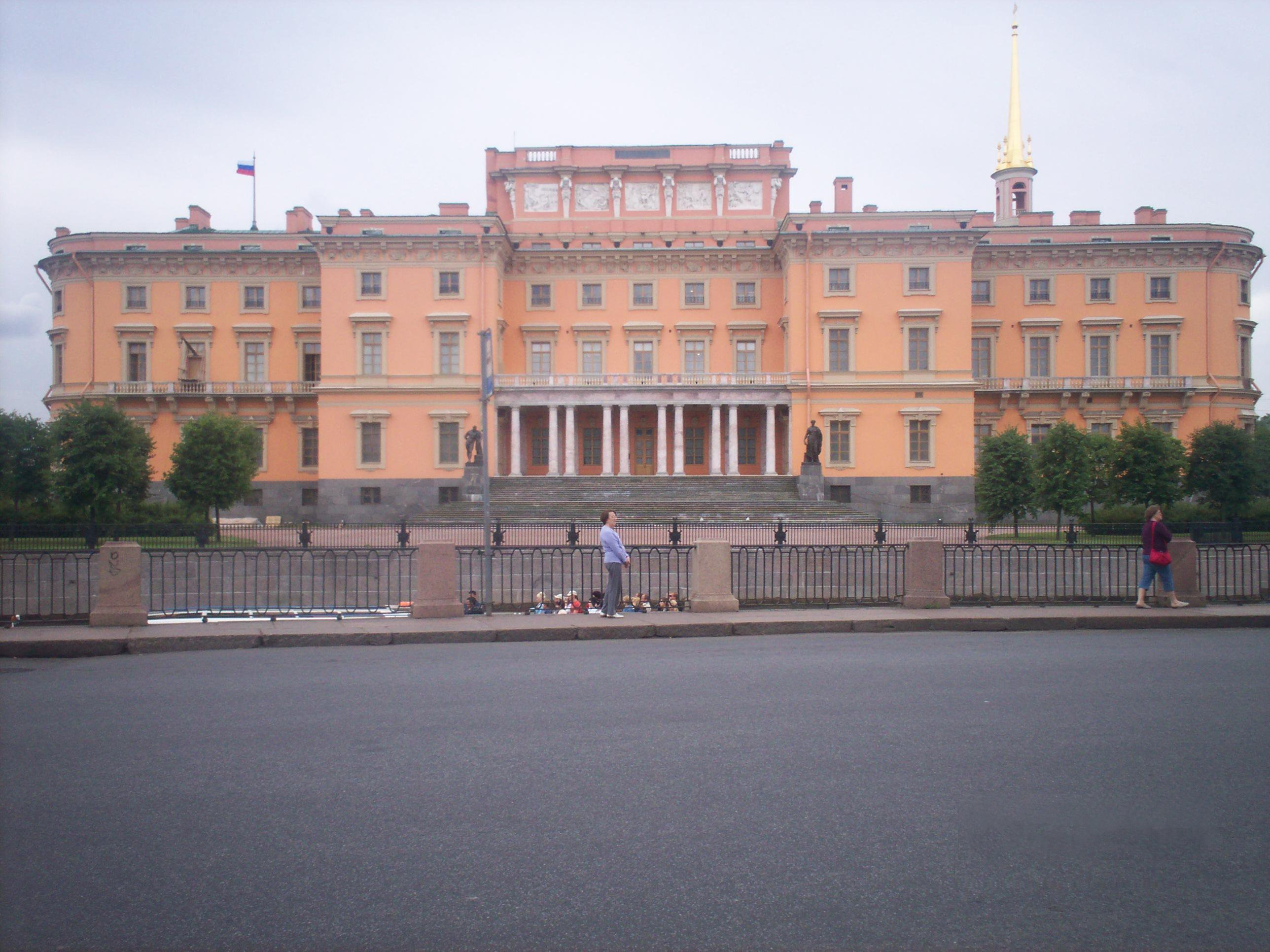
Façade nord.
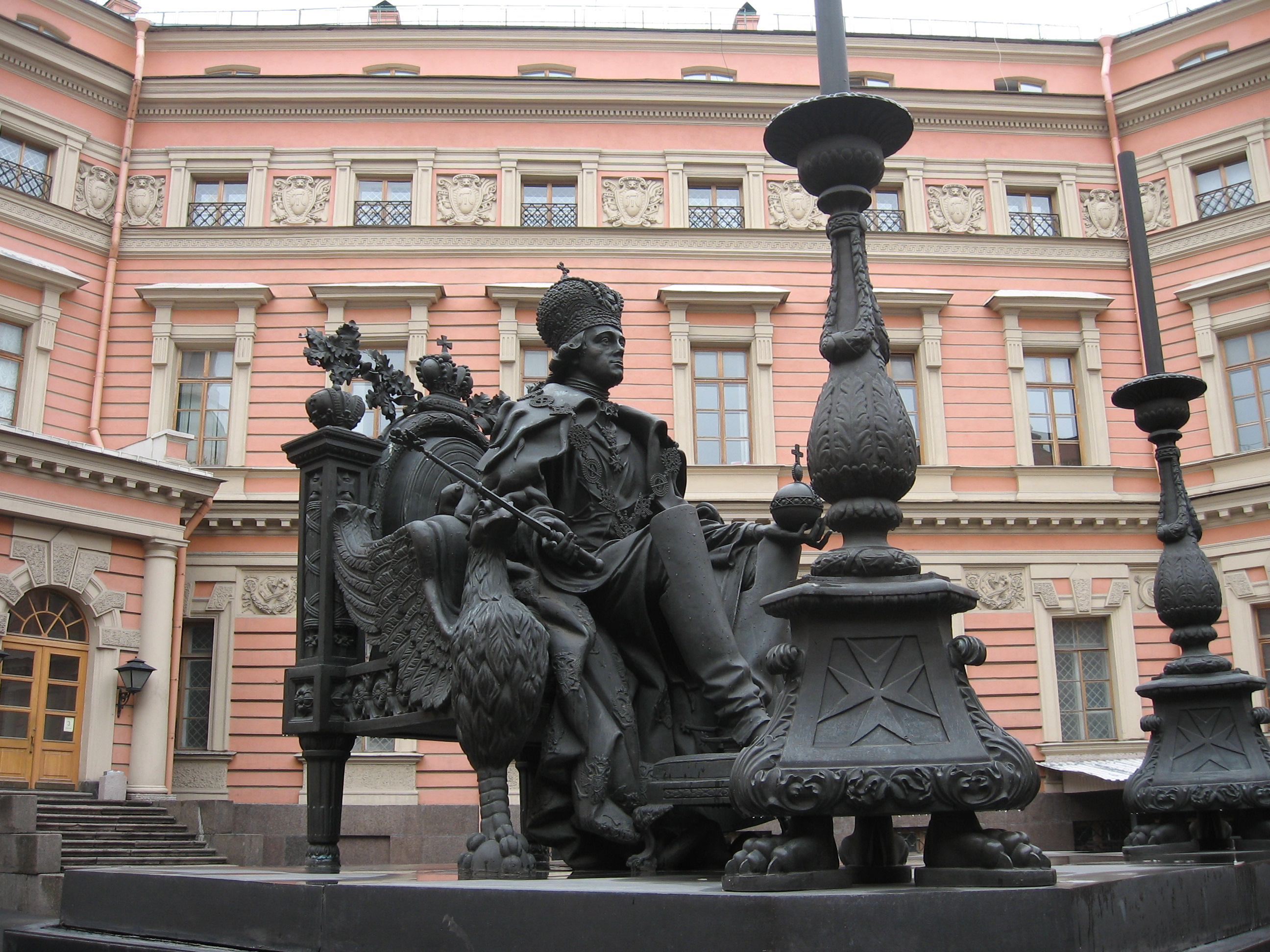
Statue de Paul Ier dans la cour.